# Carpocapse des prunes
Grapholita funebrana
Espèce
Le Carpocapse des prunes ou ver des prunes (Grapholita funebrana) est une espèce d'insectes lépidoptères de la famille des Tortricidae, originaire d'Europe.
Ce petit papillon est un ravageur du prunier par ses larves (chenilles) qui peuvent causer des dégâts considérables en arboriculture fruitière.

## Description
L'imago mesure environ 8 mm de longueur, ailes refermées. Ses ailes antérieures sont de couleur gris-brun mat avec des dessins sombres tandis que les ailes postérieures sont uniformément grises. Les œufs, lenticulaires et translucides, sont pondus sur les fruits.
Les chenilles commencent à être claires avant de devenir rose-rouge. Leur tête est brun sombre. Au dernier stade larvaire, elles mesurent entre 10 et 12 mm.

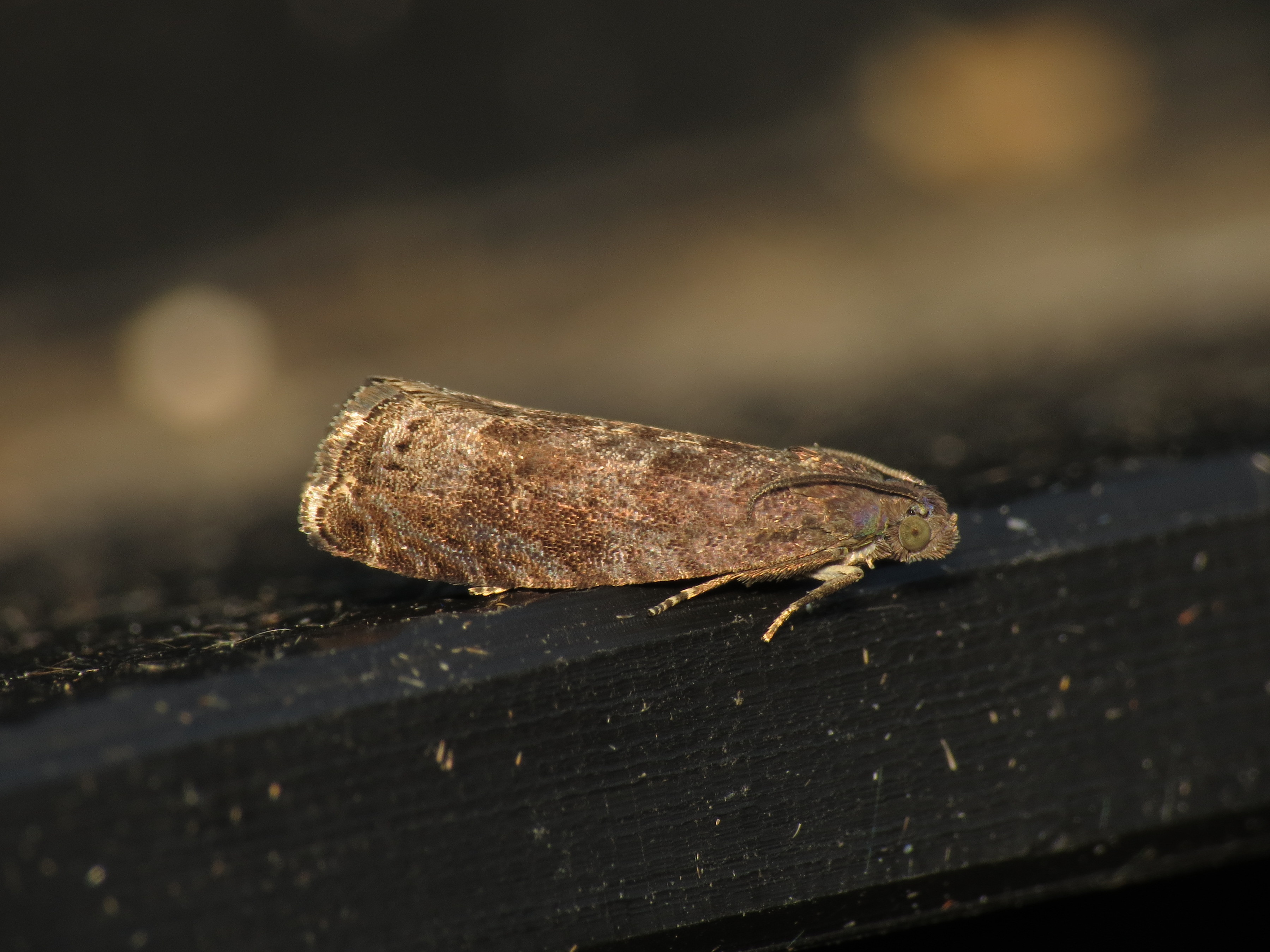
Vue latérale
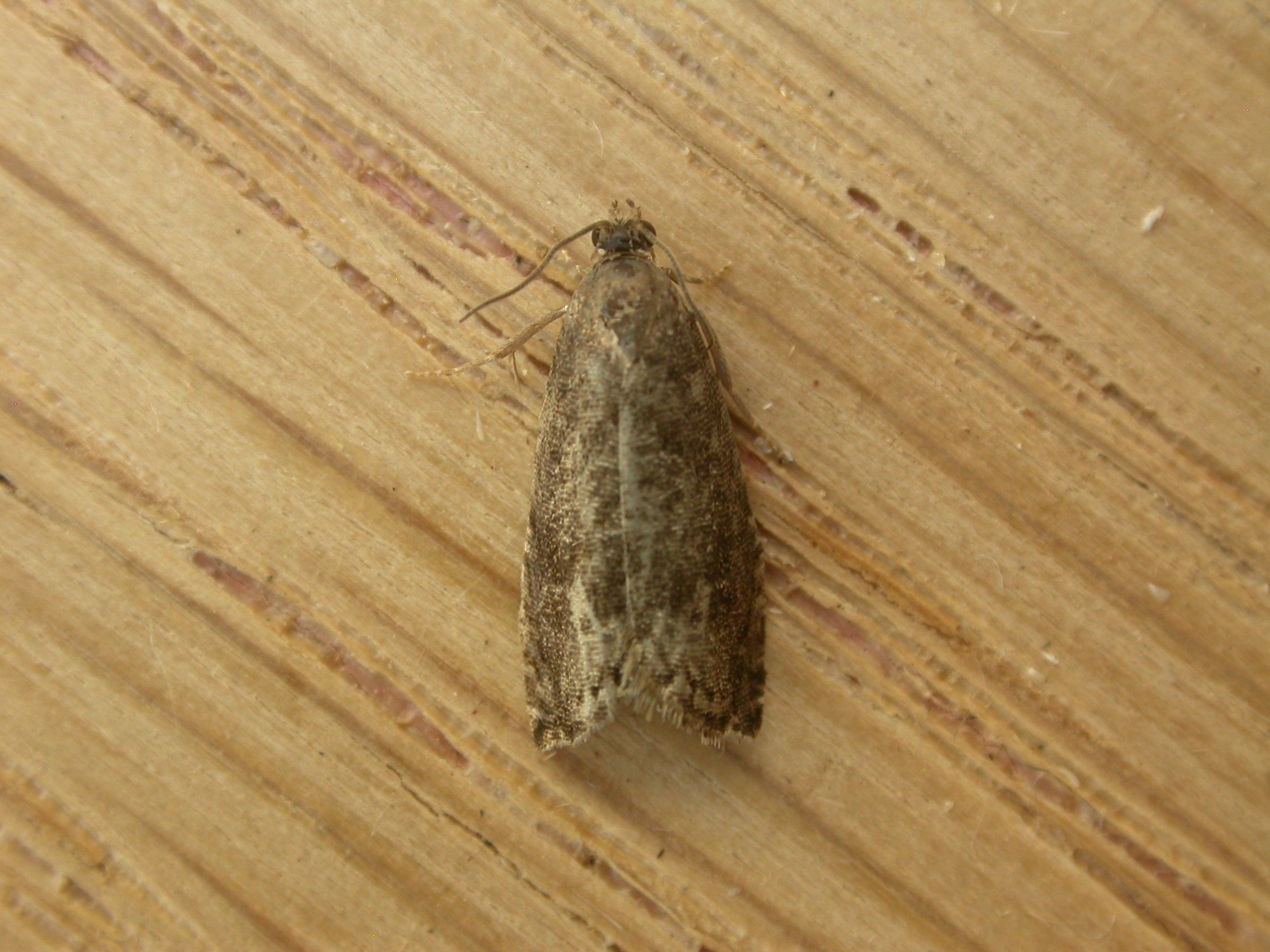
Vue dorsale

## Distribution
L'aire de répartition de Grapholita funebrana s'étend sur une grande partie de la zone paléarctique : Europe, Asie mineure, Afrique du Nord, Russie (y compris l'Extrême-orient russe), Ukraine, Moldavie, Transcaucasie, Kazakhstan, Asie centrale, Chine, Japon, Corée.

## Biologie
Il s'agit d'un papillon qui développe deux générations sur une même année. Ces deux générations peuvent se chevaucher dans le temps.

## Interaction écologique
Le Carpocapse des prunes s'attaque aux fruits de plusieurs arbres ou arbustes du genre Prunus, dont le prunier et le prunellier et plus rarement au pêcher et à l'abricotier.
Les œufs sont déposés seuls sur des fruits. Une fois sorti, l'asticot pénètre à l'intérieur du fruit et cause sa chute prématurée.

## Classification
Cette espèce a été décrite pour la première fois en 1835 par l'entomologiste allemand Georg Friedrich Treitschke (1776-1842).

### Synonymes
Selon AgroAtlas et Aphis/USDA :
- Cydia funebrana (Treitschke, 1835) ;
- Enarmonia funebrana ;
- Grapholita funebrana  Treitschke (Brown et al. 2005) (Zhang 1994) ;
- Grapholita cerasana  Kozhantshikov (Brown et al. 2005) ;
- Grapholita  cerasivora Matsumura 1917 ;
- Carpocapsa funebrana Treitschke  (Zhang 1994);
- Laspeyresia cerasana Kozhantshikov, 1953 ;
- Laspeyresia funebrana  Treitschke (Zhang 1994) ;
- Opadia funebrana Treitschke (Zhang 1994) ;
- Tortix funebrana Treitschke (Zhang 1994).

## Moyens de lutte
Plusieurs moyen de lutte contre les carpocapse sont présentés dans l'article général sur les carpocapse